# Gazon maudit
Pour plus de détails, voir Fiche technique et Distribution.
Gazon maudit est un film français réalisé par Josiane Balasko, sorti en 1995.

## Synopsis
Laurent (mari volage) et Loli (qui ne se doute de rien) forment un couple heureux qui vit bourgeoisement dans une petite ville du Sud. Mais un jour Marie-Jo tombe en panne avec son minibus, juste devant leur maison. Laurent et Marie-Jo n'ont qu'un point en commun : ils aiment tous les deux les femmes. C'est lors d'une soirée au restaurant que Laurent s'en rend compte lorsqu'en ramassant son paquet de cigarettes, il voit Marie-Jo caresser la jambe de Loli ce qui va le rendre fou de jalousie et le conduire à couper court à la soirée au restaurant et à vouloir en découdre avec Marie-Jo. Encore sous le choc d'avoir appris que Loli aimait Marie-Jo, Laurent refuse que Loli le rejoigne dans le lit conjugal et elle n'aura pas d'autres choix que de chercher du réconfort auprès de Marie-Jo. Le lendemain, Laurent tente de se réconcilier avec Loli mais celle-ci ne lui pardonne pas sa réaction de la veille au restaurant et à la maison.
Lors d'une balade à vélo avec son collègue et ami Antoine, Laurent lui apprend la cause de son chagrin, à savoir que sa femme aime Marie-Jo et il tente de noyer son chagrin dans l'alcool, ce qui va le conduire sous le choc à faire de nombreuses bêtises sur le chemin du retour. Antoine voulant arranger les choses va voir Loli pour lui parler et la convaincre que Laurent est désolé de la situation, mais il commet involontairement l'erreur de lui dire que Laurent la trompe avec d'autres femmes, ce qui va rendre Loli folle de rage et de chagrin. En représailles, elle demande à Marie-Jo de s'installer à demeure. 
Antoine suggère alors à Laurent de laisser Loli faire ce qu'elle veut, d'arrêter toute hostilité et d'attendre que sa liaison avec Marie-Jo s'épuise d'elle-même. Laurent accepte, et le ménage à trois semble bien se dérouler. Mais sa stratégie a des conséquences, surtout après le passage d'un autre couple lesbien, des amies de longue date de Marie-Jo. Laurent les accueille, mais Loli se montre agacée et jalouse.
Marie-Jo décide que la situation ne pourra pas durer, et sait que Laurent veut qu'elle parte. Pendant que Loli est en voyage, Marie-Jo passe un accord avec Laurent : elle rompra avec Loli et partira immédiatement si Laurent lui fait un enfant. Laurent s'exécute et Marie-Jo s'en va avant le retour de Loli. Comme convenu avec Marie-Jo, Laurent ne dit rien à Loli.
Laurent et Loli reprennent leur vie d'avant, mais leur relation en est profondément affectée. Loli apprend par une connaissance commune que Marie-Jo vit à Paris et est enceinte de plusieurs mois. Stupéfaite et choquée, elle insiste pour aller la voir avec Laurent. Ils la retrouvent en train de travailler comme DJ dans un club lesbien. Leur intrusion provoque une dispute avec la propriétaire du club, qui licencie Marie-Jo. Loli et Laurent la ramènent chez eux. 
Après la naissance de l'enfant de Marie-Jo et Laurent, le ménage à trois se reforme, les deux femmes prenant soin du bébé. Lorsque Laurent cherche à acheter une maison plus grande, il rencontre le vendeur, un séduisant Espagnol, dans sa piscine. Ils partagent ensuite un petit-déjeuner, en échangeant des regards complices.

## Fiche technique
- Titre : Gazon maudit
- Réalisation : Josiane Balasko
- Scénario : Patrick Aubrée, Josiane Balasko et Telsche Boorman
- Production : Pierre Grunstein
- Production déléguée : Claude Berri
- Sociétés de production : Studiocanal, Les Films Flam, Renn Productions, TF1 Films Productions
- Musique : Manuel Malou
- Photographie : Gérard de Battista
- Son : Pierre Lenoir
- Montage : Claudine Merlin
- Décors : Carlos Conti
- Costumes : Fabienne Katany
- Effets Spéciaux : Jacques Gastineau
- Pays :  France
- Genre : comédie
- Durée : 104 minutes
- Format : 35 mm couleur - Ratio : 1,66:1 - Mono
- Budget : 7 030 000 €
- Box-office France : 3 990 094 entrées
- Date de sortie[1] :  France : 8 février 1995

## Distribution
- Victoria Abril : Loli
- Josiane Balasko : Marie-Jo
- Alain Chabat : Laurent Lafaye
- Ticky Holgado : Antoine Bartavet
- Catherine Hiegel : Dany
- Catherine Lachens : Fabienne, la patronne du Sopha
- Catherine Samie : la prostituée
- Katrine Boorman : Émily Crumble
- Telsche Boorman : Dorothy Crumble
- Véronique Barrault : Véro
- Sylvie Audcoeur : Ingrid
- Michèle Bernier : Solange
- Maureen Diot : Cristelle Bartavet
- Miguel Bosé : Diego, le jeune homme
- Jean-Luc Violet : le barman
- Catherine Alias : la femme au café
- Philippe Berry : le vendeur de roses
- Paul Suissa : Julien
- Anthony Martin : Pablo
- Edmonde Franchi : Madame Lombard
- Annick Berger : secrétaire #1
- Kostas Papadopoulos : serveur restaurant espagnol
- Delphine Dupont : baby-sitter
- Henri Talau : Monsieur Crépineau
- Arlette Lebret : secrétaire #2
- Alexandre Grenier : client taxi
- Marie Borowski : portière du Sopha
- Blanca Li : cliente Sopha 1
- Hélène Raimbault : cliente Sopha 2
- Alice Hygoulin : vieille servante
- Manuel Malou : musicien restaurant espagnol
- Javier Martin Cerezo : musicien restaurant espagnol
- Vicente Almarez Montero : musicien restaurant espagnol
- Jean-Baptiste Marino : musicien restaurant espagnol
- Jorge Sanchez Lopez : musicien restaurant espagnol

## Production

### Lieux de tournage
Les lieux de tournage du film sont :
- Vaucluse : 
  - Cavaillon
  - Avignon (Rue Prevot, Rue du Clos Saint-Didier)
  - Roussillon
  - Apt (Auberge de Saint-Crépin - Café Grégoire)
  - Oppède-le-Vieux (Chemin du Courroussouve, route des carrières)
- Ardèche :
  - Le Roux (Tunnel du Roux)
- Gard : 
  - Villeneuve-lès-Avignon (Tour Philippe-le-Bel)

## Distinctions
Le film est nommé cinq fois à la 21e cérémonie des César, dans les catégories meilleur film, meilleur acteur (pour Alain Chabat), meilleur scénario original ou adaptation (qu'il remporte), meilleur second rôle masculin (pour Ticky Holgado) et meilleur producteur. Il est également nommé aux États-Unis, sous le titre « French Twist », lors de la 53e cérémonie des Golden Globes, pour le prix du meilleur film étranger mais est finalement battu par un autre film français, Les Misérables de Claude Lelouch.
| Année   | Récompense    | Catégorie                                | Nommé(es)                          | Résultat      |
| ------- | ------------- | ---------------------------------------- | ---------------------------------- | ------------- |
| 1996    | César         | Meilleur film                            | Josiane Balasko                    | Nommé         |
| 1996    | César         | Meilleur acteur                          | Alain Chabat                       | Nommé         |
| 1996    | César         | Meilleur acteur dans un second rôle      | Ticky Holgado                      | \| Lauréat \| |
| 1996    | César         | Meilleur scénario original ou adaptation | Josiane Balasko et Telsche Boorman | Lauréat       |
| 1996    | César         | Meilleur producteur                      | Claude Berri                       | Nommé         |
| 1996    | Golden Globes | Meilleur film étranger                   | French Twist                       | Nommé         |
| Lauréat |               |                                          |                                    |               |

## Commentaires
Ce film, où Josiane Balasko incarne une lesbienne stéréotypée tombant amoureuse d’une femme mariée plus féminine, est une des rares comédies grand public française à aborder à l'époque de sa sortie le sujet de l’homosexualité féminine. Il a été exporté jusqu’aux États-Unis, sous le titre French twist.
Josiane Balasko réalise avec Gazon Maudit un succès à la fois populaire, mais aussi critique. Le film fait suite à trois autres films dans la filmographie de la réalisatrice, Sac de nœuds, Les Keufs et Ma vie est un enfer, qui ont connu un accueil plus mitigé. 
Elle raconte avoir eu l'idée du film en 1989, sur le tournage de Trop belle pour toi de Bertrand Blier : « Je me suis inspirée d'une histoire qui était arrivée à des gens que je connaissais vaguement ». Elle écrit le scénario avec la scénariste et actrice britannique Telsche Boorman. Le titre a été trouvé par Bertrand Blier.